# 頑張る人応援バラエティ 体育の時間
『頑張る人応援バラエティ 体育の時間』（がんばるひとおうえんばらえてぃ たいいくのじかん）とは日本のテレビ番組である。有名アスリートや視聴者が番組独自のスポーツ競技に挑むスポーツバラエティ番組。2007年10月23日から2008年2月26日までテレビ朝日系列で火曜日19:00-19:54（JST）に放送された。初回は2時間拡大版で放送された。系列外局では日本海テレビ（日本テレビ系列）では毎週水曜16:53-17:50に、チューリップテレビ（TBS系列）では毎週土曜16:00-16:55に、それぞれ放送されていた。
スカイパーフェクTV!などのエンタ!371で放送されていた『体育の時間』『元祖・体育の時間』やフジテレビ系列で放送されているミニ番組『体操の時間。』とは無関係。

## 概要
同局で深夜に放送されていたクイズバラエティー『すくいず!』の企画の一つであった「スポ★カジ」をリニューアルさせた番組。番組が制作したオリジナルのスポーツ競技に一般視聴者や有名スポーツ選手が挑み、スタジオではゲストがその結果を予想する。
過去にTBS『筋肉番付シリーズ』やフジテレビ『海筋肉王 〜バイキング〜』を作ったMonster9が制作している。
これまでこの時間帯では時代劇ドラマを放送していたが、この番組からバラエティー枠に転向。このため、テレビ朝日では開局以来続いていた時代劇のレギュラー放送枠が廃枠となった。
視聴率は、初回SPでは14%と好調な滑り出しを見せたが、その後は一転し、2回目の放送では7%だった。その後も7%前後が続き、2008年1月22日放送分では歴代最低の4.7%を記録してしまった。
視聴率の改善が見られなかったことから、2008年2月26日をもって番組は終了した。最終回はスタジオMCは登場せず、総集編を放送。そして番組終了の告知はなかった。なお、後番組は『ザ・クイズマンショー』が『ザ・クイズマン!』と改名したうえで土曜夕方から移動することになった。ただ、3月から4月の2ヶ月間はテレビ朝日と在阪局のABC制作の特別番組を放送。テレ朝:5・ABC:3の割合で放送した。

## レギュラー出演者

### メイン司会
- 船越英一郎

### サブ司会
- 陣内智則
- ほしのあき

## 解答者ゲスト

### 2007年
- 10月23日　舘ひろし、徳重聡
- 10月30日　次長課長（河本準一、井上聡）
- 11月6日　眞鍋かをり、矢沢心
- 11月13日　キャイ〜ン（天野ひろゆき、ウド鈴木）
- 11月20日　荒川静香
- 11月27日　東貴博、杏さゆり
- 12月4日　松本明子、広田亮平、佐々木麻緒
- 12月11日　山本モナ、大沢あかね

### 2008年
- 1月8日　米倉涼子、深田恭子
- 1月15日　1月8日放送の未公開VTRのためゲストはなし
- 1月22日　加藤夏希、吉沢悠
- 1月29日　南海キャンディーズ（山里亮太、山崎静代）
- 2月5日　藤崎マーケット（田崎佑一、藤原時）
- 2月12日　柳原可奈子
- 2月19日　品川庄司（品川祐、庄司智春）

## スペシャルゲスト
- 2007年10月23日　長崎峻侑、清宮佑美、佐藤弘道、荒川静香

## 競技実況・リポート
- テレビ朝日アナウンサー
- 梅田淳

## 主な競技

### ○○一本橋50m走
- 竹馬、逆立ち、一輪車、2人乗り自転車等、毎回決められた方法で幅50cm、長さ50mの一本橋をどれぐらい渡れるか、50m渡り切った場合はそのタイムの速さを競う。
- まずは予選を実施。成績の上位4名が決勝としてもう一度競技に挑み、優勝者を決める。

### どこまでもドア
- 1分30秒以内に開け方が異なる27枚のドアが設置されたコース[注 2]をドアを開けながら進んでいくタイムトライアル競技。
- ドアは選択ドアとパニックドアの2種類で、選択ドア6枚→パニックドア10枚→選択ドア3枚→パニックドア5枚→選択ドア3枚の順番。
  - 選択ドア→6種類の記号[注 3]のいずれかが描かれた2枚[注 4]の内1枚が先へ続くドアで、それを突き破って進む。ダミーのドアを突き破ると、池へ落水する。
  - パニックドア→押し戸・引き戸・スライドドアの3種類に左右方向を組み合わせた6パターンの内1パターンだけが正しい開き方となっている。
- なおスタート前に10秒間だけ、選択ドアの正解やパニックドアの開き方を記憶する時間が設けられる。
- 池に落水・タイムオーバーで失格。それまでに突破したドアの枚数が記録となる。27枚全て突破してゴールした場合は、残りタイムが記録となる。
- 運動能力よりも記憶力が問われる競技の為、暗算の天才少女や記憶術の持ち主等、他の競技とは一線を画した幅広い老若男女が出場する。
  - しかし、最低限のバランス能力を持っていなかったりドアを勢い良く突き破り過ぎてしまうと、例えば選択ドアを繋ぐ一本橋を踏み外して落水してしまったというケースも少なからずある。過去には原口あきまさやムーディ勝山らがドアが正しかったにもかかわらず橋を踏み外して落水した。

### チンパンクライム
- 4つのエリアで構成されたフリークライミング競技。壁に取り付けられた岩（ホールド）のみをつたってゴールを目指すタイムトライアル競技。
  - 第1エリア「チンパンウォール」→傾斜100度の壁を渡る。
  - 第2エリア「トライアングルウォール」→逆さにした三角錐状の壁[注 5]を渡る。
  - 第3エリア「デビルルーフ」→ほぼ180度に近い体勢で、天井のホールドを掴みながら水平に進む。
  - 第4エリア「バーチカルクライム」→高さ5.5mの壁を登る。
- 各エリアの最後には青色のボタンが設置されており、それを押して中間タイムを報告しないとそのエリアを通過した事にはならない。つまり、ボタンを押さないで次のエリアへ移ってしまった場合は失格となる。完全制覇者は現れなかった。

### スピンバトル
- 選手はそれぞれ自分の得意な方法でスピンを続ける。
- 開始前からスピンをしても良いが、カウントされるのは制限時間に収まっている分のみ。また、途中でスピンが止まった場合も計測終了となる。
- 制限時間30秒と制限時間45秒の2回計測して、その合計回数を競う。

### リフティングシーソー
- サッカーのリフティングをしつつ、何回バー[注 6]の上でボールを越えさせる事ができるかを競う。
- 制限時間はボールを最初に蹴り上げてから1分間。ただし、ボールを地面に落としたらその時点で競技終了。

- 最高記録
  - 中村俊輔、Marco.：20回

### アルティメット
- マッスルミュージカルの出演者が、スタジオやロケで自慢の技を披露。

### ヒューマンクロック
- 最初に自分でタイマーを作動させた後、指定された時間が丁度経過したと思ったら再びボタンを押して、タイマーを止める。
- 指定の時間との誤差が少ない程、上位となる。
  - 初回はフィギュアスケート選手の荒川静香とプロボクシング選手の内藤大助の対戦で、荒川の得意とするショートプログラムに合わせて2分50秒を目標タイムと設定。荒川はショートプログラムを音楽無しで、内藤はシャドーボクシングで3分間を[注 7]、それぞれ自身の体内時計で計測した。

### 的抜き（ストラックアウト）系
- 限られた数の持ち球で的を全て射抜いていく。

#### キックターゲット2007
- ペナルティキックの要領で、サッカーゴールに設置された的を射抜く。
  - 『筋肉番付』（TBS）の「キックターゲット」や『海筋肉王 〜バイキング〜』（フジテレビ）の「Number Hunter」と同じ種目で、ルールもほぼ同じ。
- 全3ステージ。各ステージで、的の枚数や配置が異なる。
  - 1stステージ→的は9枚で、『筋肉番付』の「キックターゲット」初代版と同様の配置。12球の持ち球で全てを射抜けば賞金100万円&2ndステージ進出。4球失敗で競技終了。
  - 2ndステージ→的は、ゴールの四隅と中央の計5枚[注 8]。持ち球8球で、4球失敗で競技終了。5枚射抜けば賞金が200万円に倍増＆3rdステージ進出。ただし記録が1枚以下で競技を終えた場合、1stステージで獲得した100万円も没収される。
  - 3rdステージ→的は、ゴール中央に設置された円形の1枚。ただし、持ち球も1球のみの一発勝負。的を射抜けば高級外車獲得。

- 最高記録
  - 坪井秀斗（1stステージ　パーフェクト　2ndステージ　記録3枚により賞金100万円獲得）

#### ストラックアウト2007
- ホームベース上に置かれた的のパネルを、マウンドから投球して射抜いていく。
  - 『筋肉番付』（TBS）の「ストラックアウト」や『海筋肉王』（フジテレビ）の「GOLDEN BUSTER」と同じ種目で、ルールもほぼ同じ。
- 全3ステージ。各ステージで、的のパネルの枚数や配置が異なる。またどのステージも持ち球の数が的の残り枚数未満になった時点で競技終了となる。
  - 1stステージ→的のパネルは3×3の9枚で、中央の5番のみフレームで区切られており、的の形は円形、残りの8枚は「2枚抜き」が可能な配置。9枚全て射抜けば、賞金100万円&2ndステージ進出。持ち球は12球。
  - 2ndステージ→的は3×3だが、狙うパネルは1番・3番・7番・9番の四隅の4枚。6球の持ち球で4枚全て射抜けば、賞金が200万円に倍増&3rdステージ進出。ただし記録が1枚以下で競技を終えた場合、1stステージで獲得した100万円も没収される。
  - 3rdステージ→的は3×3だが、狙うパネルは円形の5番の1枚。ただし、持ち球も1球のみの一発勝負。的を射抜けば高級外車獲得。

- 最高記録
  - 土屋史仁（1stステージ　パーフェクト　2ndステージ　記録1枚により賞金0円で終了）

#### バルーンヒッター
- トスバッティングでピラミッド状に並べられた大きさ2.4mの風船6個を割る。
  - 類似種目に筋肉番付シリーズの「スプレーヒッター」があるが、的がパネルではなく風船である為、打球の速度が足りなすぎると風船に当たっても割れない可能性がある。
- 持ち球は9球で4球失敗で終了。
- 最高記録
  - 西岡剛　パーフェクト（8球目）

### KINJIRO（キンジロー）
- 2008年1月8日の放送回から登場した競技。
- 背中に背負った籠に100個のカラーボールを入れた状態で、コース上の様々な障害を乗り越えながら制限時間70秒以内にゴールを目指す。ゴールした時点でカゴの中に残っているボール1個につき1万円の賞金を獲得。更に1月22日の放送回から、100万円の賞金加算を賭けたボーナスステージへ進出。
- 池へ落水または時間切れで失格。また、籠のボールが0個だとゴールゲートが開かず、ゴールができない。
  - 例えばビックスモールンのチロが、最終エリアのクライム45をクリアしたにもかかわらず、籠にボールが入っていなかった為、そのまま時間切れとなったケースがある。
- カゴの設計上、大半のボールは道中でこぼれてしまう為、コースの途中に補給ポイント[注 9]がある。ただし、補給中にも制限時間は減っていくため、補給の加減は挑戦者の判断となる。また、コースに落としたボールを拾っても良い[注 10]。
- ステージ構成は、以下の通り
  - エスケープウォール[注 11]→アースクエイク[注 12]→浮き橋[注 13]→ここで、補給ポイントのスイッチを押す→ダンシングロック[注 14]→ジャンピングトレンチ[注 15]→補給ポイント[注 16]→ハンマーロード[注 17]→パニックブリッジ[注 18]→クライム45[注 19]

#### ボーナスステージ
- 2008年1月22日の放送回から新たに追加したボーナス競技。
- まず、スタート地点にあるスイッチを押して、賞金100万円に値するボール1個[注 20]を転がし始める。
- 参加者は、障害物がちりばめられたコースを、転がるボールよりも先にクリアして、ゴール地点で待ち受ける。
  - 逆走ベルト[注 21]→壁[注 22]→空中ブランコ[注 23]→浮き橋
- 最後に、籠で落下するボールをキャッチできれば、更に賞金100万円獲得。

### ドッグアドベンチャー
- 犬とその飼い主が協力して、障害物がちりばめられたコースをクリアしていく。犬・飼い主問わず、コースの途中で落水してしまった場合や制限時間2分を超えた場合は失格。
  - ボートスプラッシュ[注 24]→パニックメイズ[注 25]→絆橋[注 26]→島渡し[注 27]→吊り橋→斜度45度の登り坂

### イントロランニング
- 4人による対戦形式。
- ルームランナーで走りながら、イントロクイズに早押しで答える。
- ルームランナーの速度は、開始時は4km/h。ただし、不正解等をすると1段階早くなってしまう。全員ボタンを押さなかった場合も全員1段階早くなってしまう。
  - 4km/h→6km/h→8km/h→10km/h→12km/h→13km/h→14km/h→15km/h→16km/h
- 30問出題。1stステージ[注 28]は不正解者のみ速度が上がるが、2ndステージ[注 29]は「サバイバルイントロ」として、正解者以外全員の速度が上がる。
  - ただし、2ndステージは途中3回、チャイムが鳴って「ボーナスイントロ」になる事があり、そこで正解できれば、その人の速度が1段階下がる。
- 1問正解につき1ポイント。30問全て走り切れば、ポイント数×1万円の賞金を獲得。
- 途中で力尽きて、後ろのスポンジへ落下するとリタイア。賞金は無しとなる。

## 結果予想
- 毎回スタジオではゲスト[注 30]が番組が注目した2人の挑戦者の内どちらが勝つか、成功（クリア）するか否か、挑戦者の記録等を予想する2択[注 31]問題に答える。
- 1問正解する度に1ポイント獲得。
- 番組の最後に番組特製のスワロフスキーサッカーボール（野球ボール）を賭けたゲームに挑戦。「体育」「の」「時間」の3個の箱[注 32]の中から1個を選んで、番組ロゴのオブジェが入っていれば獲得。オブジェが入っている当たりの数は、獲得したポイントと同数になっている。
- また視聴者も、地上波デジタルのデータ連動放送でゲストと同様の予想問題に挑戦でき、こちらは手持ちのポイントをベットしていくルールになっている。

## スタッフ
- ナレーション：平野義和
- 企画：佐藤孝（古舘プロジェクト）
- 構成：藤井誠、北村のん、つかはら、吉村幹彦/鮫肌文殊、山名宏和
- 資料構成：嵯峨野功一、横山雄一郎、林賢一、川橋康宏
- 監修：渡邊健一
- TD：山口崇
- CAM：藤原朋巳、清水美保〔週替り〕
- VE：柳沢満、小松淳〔週替り〕
- VTR：山田由香、阿部勝利〔週替り〕
- AUD：猪俣晃
- クレーン：宮田浩
- 照明：中根鉄弥（テレビ朝日）
- 技術協力：テイクシステムズ、共立、日放、東通、ティ・エル・シー、サークル、麻布プラザ
- 美術：森つねお
- 美術デザイン：小川由紀夫
- 美術進行：廣澤陽子
- 大道具：畠山豊
- マルチ：奥山航
- 電飾：古居久美子
- メイク：段久美子、萩山夏海
- ロケ美術：小美野淳一
- VTR編集：板垣真也、瀧川賢一
- MA：小野敬太郎、小野寺淳
- 選曲効果：十川公男
- TK：藤井美紀
- CGデザイン：メディアコ
- 美術協力：/tv asahi create、アックス、俳優座劇場、インターナショナルクリエイティブ、ワンダーライト、川口かつら
- 編成：金澤美保・岩崎浩（テレビ朝日）
- 宣伝：蓮実理奈・曲尾有香（テレビ朝日）
- 協力：デサント、緑山スタジオ・シティ、特攻隊、メジャートレーナーズ
- デスク：佐藤まゆみ（テレビ朝日）、宇野しおり、小池美佑紀
- AD：山崎正幸、青木寛子、石田雅美、牧戸城司、牧田亜矢子、山田英和、千葉未弓来、椋田淳也、渡辺真由美
- FD：海江田裕也
- AP：志波佳代子・片野正大（テレビ朝日）、宮後彩、板槁敦子、遠藤美樹
- 制作：恩田厳
- ディレクター：徳舛充人、斉藤俊、森口みち子、坂本憲史、西塚護、戸塚謹嗣、柏木学、中島敦
- プロデューサー：奥田創史（テレビ朝日）、小掛義之
- 総合演出：渡辺賢
- 総合プロデューサー：樋口潮
- チーフプロデューサー：蓮実一隆（テレビ朝日）
- 制作：テレビ朝日、Monster9、ブレイン・コミュニケーションズ